# Mingan
Mingan (mongolsko Мянган, Mjangan) je bila družbeno-vojaška enota 1.000 gospodinjstev, ki jo je ustvaril Džingiskan. Iz mingana se je rekrutiral mongolski polk z enakim imenom, ki je štel 1.000 mož  in je bil najpomembnejša taktična in strateška enota v vojski Mongolskega imperija.
Bil je del starodavne vojaške organizacije, ki so jo razvili nomadi iz Srednje Azije, in je temeljil na decimalnem številskem sistemu. Največja mongolska vojaška enota je bil tumen, v katerega je bilo vključenih 10.000 gospodinjstev in je štel prav toliko vojakov. Razdeljen je bil na deset minganov,  mingan pa na 10 džagunov oziroma 100 arbanov.